# Hacikar
Un hacikar (în armeană խաչքար, însemnând cruce de piatră) este o piatră comemorativă pe care este cioplită o cruce înconjurată de rozete și motive botanice . Ea este specifică artei armene, fiind prezentă mai ales pe întreg teritoriul Armeniei istorice și păstrată astăzi în Armenia. 
Din 17 noiembrie 2010, « arta crucilor de piatră armenești. Simbolismul și măiestria artistică a hacikarurilor » figurează pe lista patrimoniului cultural imaterial al umanității al UNESCO.